# Nhân Nguyên Vương hậu
Nhân Nguyên Vương hậu (chữ Hán: 仁元王后; Hangul: 인원왕후, 3 tháng 11, năm 1687 - 13 tháng 5, năm 1757), còn gọi  Huệ Thuận Đại phi (惠順王妃), là Vương phi thứ tư và cuối cùng được lập của Triều Tiên Túc Tông. Bà xuất thân cao quý hơn Vương hậu đầu tiên của Túc Tông là Nhân Kính vương hậu Kim thị, nhưng lại thua xa người tiền nhiệm trước đó là Nhân Hiển vương hậu Mẫn thị.
Sau khi được phong làm Vương phi, bà có vai trò lớn trong việc chăm sóc và bảo vệ Triều Tiên Anh tổ. Về sau Anh Tổ lên ngôi không thể không kể đến công lao của bà, nên nhà vua tôn kính dâng hiệu Đại vương đại phi, dâng tôn hiệu hơn 10 chữ. Vì thế, bà là Vương hậu của Triều Tiên có thụy hiệu nhiều chữ nhất từng có (30 chữ).

## Thân thế
Nhân Nguyên Vương hậu thuộc gia tộc Khánh Châu Kim thị (庆州金氏), một dòng họ phồn vinh có thủy tổ xuất xứ từ nước Tân La tên là Kim Át Trí (金阏智). Bà sinh ngày 29 tháng 9 (tức ngày 3 tháng 11 dương lịch), năm Túc Tông thứ 13 (1687), tại Dưỡng Chính trai (养正斋) là tư đệ của gia đình bà ở Thuận Hóa phường (顺化坊). Bà là con gái của Khánh Ân phủ viện quân Kim Trụ Thần (慶恩府院君金柱臣; 김주신) và Gia Lâm phủ phu nhân Triệu thị ở Lâm Xuyên (嘉林府夫人林川趙氏). 
Bà có 2 em trai là Kim Hậu Diễn (金後衍) và Kim Cửu Diễn (金九衍); một người chị gái kết hôn với Quận thủ Lý Đức Lân (郡守李德隣), một em gái kết hôn với Doãn Miễn Giáo (尹勉教).

## Quốc mẫu
Năm 1702, bà được phong làm Vương phi, sau khi Nhân Hiển Vương hậu Mẫn thị bạo bệnh qua đời. Bà rất nhân từ độ lượng, cử chỉ đoan trang, đối với các người con của Túc Tông vô cùng tình cảm, đặc biệt là Diên Nhưng quân (tức Anh Tổ đại vương). Năm 1713, do cảm mến tính tình hiền huệ, Túc Tông đặc biệt phong hiệu cho bà thành Huệ Thuận Vương phi  (惠順王妃).
Năm 1720, Túc Tông thăng hà, Cảnh Tông đại vương lên nối ngôi, bà trở thành Vương đại phi, gia tôn hiệu thành Huệ Thuận Từ Kính vương đại phi (惠順慈敬大王妃). Khi đó, phái Thiếu Luận (少论派) cực lực phản đối việc Diên Nhưng quân kế thừa vị trí Vương trữ (王储). Cảm thấy sinh mệnh khó bảo toàn, Diên Nhưng quân luôn tìm đến tẩm điện của Đại phi và được bà che trở.
Năm 1724, Diên Nhưng quân kế vị, tức Anh Tổ đại vương, tấn tôn Vương đại phi Kim thị trở thành Đại vương đại phi (大王大妃), dâng tôn hiệu Huệ Thuận Từ Kính Hiến Liệt Đại vương đại phi (献烈惠順慈敬大王大妃), trong thời gian đó còn gia tôn thêm 8 tôn hiệu nữa, mỗi lần đều 2 chữ. Anh Tổ đối với kế mẫu cực kỳ hiếu thuận như vậy, mỗi khi rảnh rỗi đều đến thỉnh an. Đặc biệt lễ mừng thọ đều được Anh Tổ tổ chức long trọng, như thể là sinh mẫu của nhà vua vậy.
Theo Hận Trung lục (恨中录), Đại vương đại phi tính tình ôn hậu cẩn trọng, đoan trang tuyệt thế, xử lý mọi việc ở Nội mệnh phụ đều chu toàn, không ai dám có ý đố kị. Bà khi đó rất yêu quý tôn tử là Trang Hiến Thế tử, dù Anh Tổ đại vương khi ấy đối với Thế tử cực kỳ lãnh đạm nghiêm khắc. Đại vương đại phi có vai trò lớn trong việc bảo bọc Thế tử, giúp Anh Tổ và Thế tử tình cảm cha con không bị rạn nứt.
Năm 1757, ngày 26 tháng 3 (tức ngày 13 tháng 5 dương lịch), Đại vương đại phi lâm bệnh nặng và qua đời ở Cảnh Phúc điện (景春殿) trong Xương Đức cung, hưởng thọ 70 tuổi. Bà được chôn cất tại tỉnh Kinh Kì, gần với mộ phần của Túc Tông đại vương và Nhân Hiển Vương hậu trong Minh lăng (明陵).

## Gia tộc
- Cao tổ phụ: Thiêm tri trung Xu Phủ sự, tặng Lĩnh nghị chính, Ngao Nguyên quân Kim Thủ Liêm (金守廉, 1574~1651).
- Cao tổ mẫu: Xương Ninh Thành thị (昌寧成氏; 1567 - 1648), tặng Trinh Kính phu nhân.
  - Tằng tổ phụ: Lễ tào Phán thư, Khánh Xuyên quân, tặng Tả tán thành Kim Nam Trọng (金南重, 1596 - 1663), thụy Trinh Hiếu công (貞孝公).
  - Tằng tổ mẫu: Toàn Châu Lý thị (全州李氏), con gái Lệ Nguyên chính Lý Thế Hiến (李世憲).
    - Tổ phụ: tặng Lĩnh nghị chính Kim Nhất Chấn (金一振, 1633 - 1665).
    - Tổ mẫu: Phong Nhưỡng Triệu thị (豊壤趙氏, 1633 - 1685), Nhụ nhân, tặng Trinh Kính phu nhân.
      - Thân phụ: Lĩnh Đôn Ninh phủ sự, tặng Tả tán thành Kim Trụ Thần (金柱臣, 1661 - 1721), tước Khánh Ân phủ viện quân  (慶恩府院君), thụy Hiếu Giản công (孝簡公).
      - Thân mẫu: Lâm Xuyên Triệu thị (林川趙氏, 1660 - 1731), tước Gia Lâm Phủ phu nhân (嘉林府夫人). Con gái của Huyện lệnh của huyện Vĩnh Bình Triệu Cảnh Xương (趙景昌) và Hàn Sơn Lý thị (韓山李氏).
        - Chị gái: Khánh Châu Kim thị, tặng Trinh phu nhân (貞夫人), kết hôn với Quận thủ Lý Đức Lân (郡守李德隣).
        - Chị gái: Khánh Châu Kim thị, lấy Nghĩa Cấm phủ Đô sự Doãn Miễn Giáo (尹勉教).
        - Em trai: Kim Hậu Diễn (金後衍, 1694 - 1735), Hộ tào Tham nghị, tặng Tả tán thành. Kết hôn với Hải Bình Doãn thị (海平尹氏).
        - Em trai: Kim Cửu Diễn (金九衍, 1699 - 1743), Đôn Ninh tư phó tự Chủ bộ. Kết hôn với Phan Nam Phác thị (潘南朴氏).

## Trong văn hoá đại chúng
Được diễn bởi Kim Hae-sook trong phim điện ảnh Bi kịch triều đại (2015).
Được diễn bởi Oh Yeon-seo trong phim truyền hình Dong Yi (2010).

## Thụy hiệu
- Hyesun Jagyeong Heonryeol Gwangseon Hyeonik Kangseong Jeongdeok Suchang Yeongbok Yunghwa Hwijeong Jeongwoon Jeongui Jangmok Nhân Nguyên Wanghu.
- 혜순자경헌렬광선현익강성정덕수창영복융화휘정정운정의장목인원왕후.
- 惠顺慈敬献烈光宣显翼康圣贞德寿昌永福隆化徽精正运定懿章穆仁元王后.
- Huệ Thuận Từ Kính Hiển Liệt Quang Tuyên Hiển Dực Khang Thánh Trinh Đức Thọ Xương Vĩnh Phúc Long Hóa Huy Tinh Chính Vận Định Ý Chương Mục Nhân Nguyên Vương hậu.